# 김성은 (축구 선수)
김성은(한국 한자: 金聖恩, 1991년 10월 17일 ~ )은 대한민국의 전 축구 선수이며, 포지션은 수비수였다.